# Iso Säynjärvi
Iso Säynjärvi eller Iso Säynätjärvi är en sjö i Finland. Den ligger i kommunen Joutsa i landskapet Mellersta Finland, i den södra delen av landet, 190 km norr om huvudstaden Helsingfors. Iso Säynjärvi ligger 115,2 meter över havet. Den är 18,5 meter djup. Arean är 5,19 kvadratkilometer och strandlinjen är 26,57 kilometer lång. Sjön  ingår i Kymmene älvs huvudavrinningsområde. 